# Damen MPV 8116
Die Schiffsklasse Damen MPV 8116 bezeichnet eine Serie von drei Mehrzweckschiffen (MPV steht für „Multi Purpose Vessel“, dt. „Mehrzweckschiff“). Die Schiffe wurden bei Damen Shipyards Galați in Rumänien für die schwedische Küstenwache gebaut.

## Geschichte
Der Bau der Schiffe geht zurück auf die „HELCOM Copenhagen Declaration 2001“, in der sich die Ostseeanreinerstaaten verpflichtet haben, ausreichende Kapazitäten für die Unfall- und Schadstoffbekämpfung auf See vorzuhalten. In Schweden vorhandene Schiffe wurden als nicht ausreichend für die vorgesehenen Aufgaben erachtet, so dass Kustbevakningen und Sjöfartsverket beschlossen, drei speziell ausgerüstete Schiffe bauen zu lassen.
Die ersten beiden Schiffe der Serie wurden am 1. Dezember 2005, das dritte Schiff am 9. April 2007 bestellt. Gebaut wurden sie von Damen Shipyards Galați in Rumänien und 2009 bzw. 2010 abgeliefert.
Die Poseidon wurde 2015 und 2016 im Rahmen der Frontex-Operation „Triton“ zur Rettung von Flüchtlingen im Mittelmeer eingesetzt.

## Technische Daten und Ausstattung
Der Antrieb der Schiffe erfolgt dieselelektrisch. Für die Stromerzeugung stehen fünf Caterpillar-Generatoren (2 × 3512, je 1.362 kW Leistung, 3 × 3516, 1.940 kW Leistung), ein Caterpillar-Hafengenerator (C18, 492 kW Leistung) sowie ein Caterpillar-Notgenerator (3406, 240 kW Leistung) zur Verfügung. Die Propulsion erfolgt durch zwei Propellergondeln von Rolls-Royce, die von zwei Elektromotoren mit jeweils 3.300 kW Leistung angetrieben werden. Als zusätzliche Manövrierhilfen stehen im Bugbereich eine Propellergondel mit 850 kW Leistung und eine Querstrahlsteueranlage mit 415 kW Leistung zur Verfügung. Die Schiffe verfügen über ein System zur dynamischen Positionierung.
Die Schiffe verfügen über sechs Decks. Für die Besatzung stehen 17 Kabinen zur Verfügung. Zwei Kabinen sind Einzelkabinen, 13 weitere Einzelkabinen können zu Doppelkabinen umgerüstet werden, zwei Kabinen sind für die Belegung mit vier Personen ausgelegt. Weitere Betten können in der Krankenstation, im Ruheraum und im Fitnessraum aufgestellt werden. An Bord können 44 Personen untergebracht werden.
Im Achterdeckbereich befindet sich ein Arbeitskran, der maximal 24 t heben kann. Die maximale Auslage des Krans beträgt 21 m, er kann dann noch 8 t heben. Auf dem Achterdeck befinden sich zwei weitere Krane, die 2,8 bzw. 1 t heben können (Auslage maximal 18 bzw. 17 m). Der Rumpf ist eisverstärkt (Eisklasse: 1A).
Die Schiffe sind mit drei Beibooten ausgerüstet. Neben einem Rettungsboot für zehn Personen verfügen sie über zwei weitere Boote für jeweils 16 Personen, ein Boot, das z. B. für den Personentransfer genutzt werden kann sowie ein Arbeitsboot.
Die Schiffe sind als Notschlepper, für die Brandbekämpfung auf See und für den Einsatz bei Öl- oder Chemieunfällen vorgesehen. Der Pfahlzug beträgt 100 t. Für die Brandbekämpfung stehen drei Löschmonitore zur Verfügung. Zwei Wasserlöschmonitore verfügen über einen Durchsatz von 1.200 m³/Std., ein Schaumlöschmonitor verfügt über einen Durchsatz von 300 m³/Std. In den Aufbauten kann ein Überdruck von 50 mBar erzeugt werden, so dass die Schiffe in gefährlichen Atmosphären arbeiten können. Die Schiffe sind mit Skimmern ausgerüstet, um Öl von der Wasseroberfläche aufnehmen zu können. Die Tanks der Schiffe fassen 1.100 m³ Öl-Wasser-Gemische. Das dritte Schiff der Serie ist zusätzlich für den Einsatz bei Chemieunfällen ausgerüstet. Es verfügt über einen zusätzlichen Tank für Chemikalien mit einer Kapazität von 160 m³.
In den Laderäumen der Schiffe können zwei 10-Fuß-Container und zwei 10-Fuß-Flat-Racks gestaut werden. An Deck ist Platz für vier 20-Fuß-Container oder neun 10-Fuß-Container. Die Schiffe verfügen über eine Sonaranlage und sind für den Einsatz eines ROV eingerichtet.

## Die Schiffe
| Damen MPV 8116 | Damen MPV 8116 | Damen MPV 8116 | Damen MPV 8116                                 | Damen MPV 8116             |
| Bauname        | Baunummer      | IMO-Nummer     | Kiellegung Stapellauf Ablieferung              | Umbenennungen und Verbleib |
| -------------- | -------------- | -------------- | ---------------------------------------------- | -------------------------- |
| Poseidon       | 401            | 9380441        | 28. März 2007 20. Februar 2008 1. Juni 2009    |                            |
| Triton         | 402            | 9380453        | 29. Mai 2007 14. August 2008 10. Dezember 2009 |                            |
| Amfitrite      | 551012         | 9380465        | 14. Mai 2008 19. Mai 2009 5. Mai 2010          | 2020: KBV 003              |

Die Schiffe sind in Göteborg (Poseidon), Visby (Triton) und Karlskrona (Amfitrite) stationiert.